# Vijandige architectuur

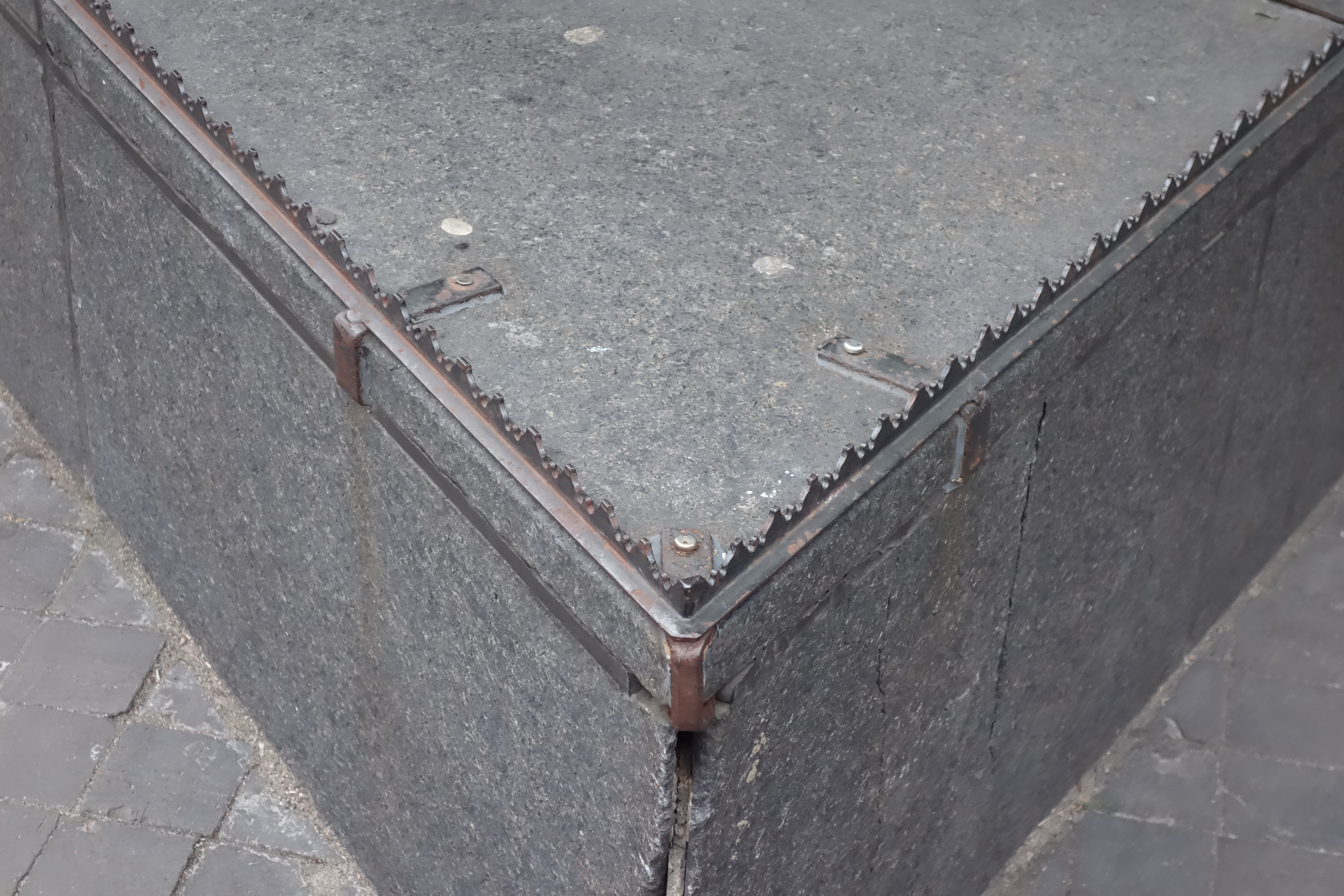
Een metalen rand om het zitten te ontmoedigen

Vijandige architectuur omvat toepassingen in de openbare ruimte, waaronder aangepast straatmeubilair, die als doel hebben ongewenst gedrag te weren, ontmoedigen of beperken. Vijandige architectuur, door overheden ook wel defensieve architectuur genoemd, is een stedenbouwkundige strategie die bedoeld is om overlast veroorzakende mensen te weren uit de publieke ruimte, een gevoel van veiligheid te creëren en de openbare orde te bewaken.
Door critici wordt deze strategie beschouwd als een strategie die voornamelijk daklozen treft. Om die reden wordt vijandige architectuur ook wel ‘anti-homeless architecture’ (“anti-daklozen architectuur”) genoemd.
Naast de term vijandige architectuur worden ook de Engelse termen "hostile architecture", “defensive design”, “defensive planning”, “defensive urban architecture”, “excluding architecture”, “disciplinary architecture” of “evil architecture” gebruikt om deze toepassingen te beschrijven. De oorsprong van de term vijandige architectuur is onbekend.

## Achtergrond

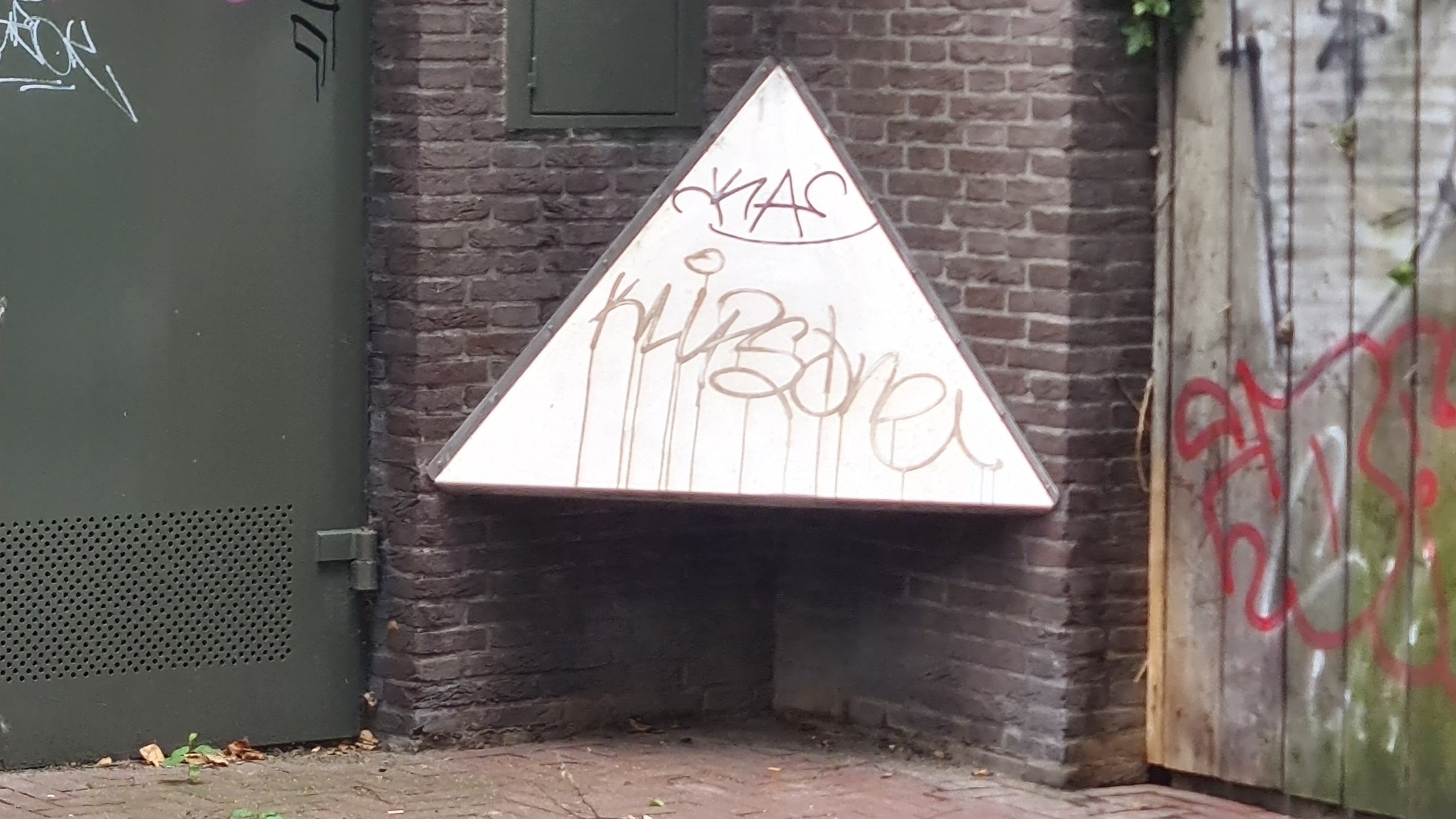
Anti-plasplaat tegen wildplassen

De strategie van vijandige architectuur wordt door organisaties, bedrijven, overheden en privépersonen toegepast door bijvoorbeeld het plaatsen van bewakingscamera's, verlichting met bewegingssensoren, aangepast straatmeubilair en door het installeren van metalen punten waardoor slapen en zitten op plekken wordt ontmoedigd of onmogelijk wordt gemaakt. De toepassing van vijandige architectuur bestaat al sinds de negentiende eeuw. In Engeland werden in de negentiende eeuw antiwildplasinstallaties in hoeken van gebouwen geïnstalleerd om wildplassen te voorkomen.
In de jaren '80 en '90 van de twintigste eeuw werden in Amerikaanse steden strategieën geïmplementeerd die, met het oog op de stijgende criminaliteit en overlast, ervoor moesten zorgen dat het niet meer mogelijk was op bepaalde plaatsen te zitten, staan, wachten of slapen. Volgens architectuurhistoricus Iain Borden werden in de Verenigde Staten vormen van vijandige architectuur in de jaren '90 van de twintigste eeuw meegenomen in de ontwerpen van de openbare ruimte. In 1999 werd in het Verenigd Koninkrijk het Design Against Crime onderzoekscentrum opgericht dat onderzoek deed naar manieren waarop ingrepen in de openbare ruimte konden worden gebruikt om criminaliteit te verminderen. Vergelijkbare initiatieven werden daarna ook in Australië en de Verenigde Staten opgestart.
In Nederland komt de toepassing van vijandige architectuur voort uit de gedachte dat er een duidelijke grens moet zijn tussen publiek en privé. Tot in de jaren '60 van de twintigste eeuw werd de grens bijvoorbeeld bewaard door het plaatsen van hekken met punten. In de jaren '70 van de twintigste eeuw vervaagden deze grenzen en ontstond er meer vrijheid voor de burger in de publieke ruimtes. Door het toenemend aantal drugsgebruikers en daklozen werd in de jaren '80 opnieuw naar manieren gezocht om niet gewenste personen zoals drugsverslaafden en daklozen te weren van bepaalde plaatsen.

## Voorbeelden

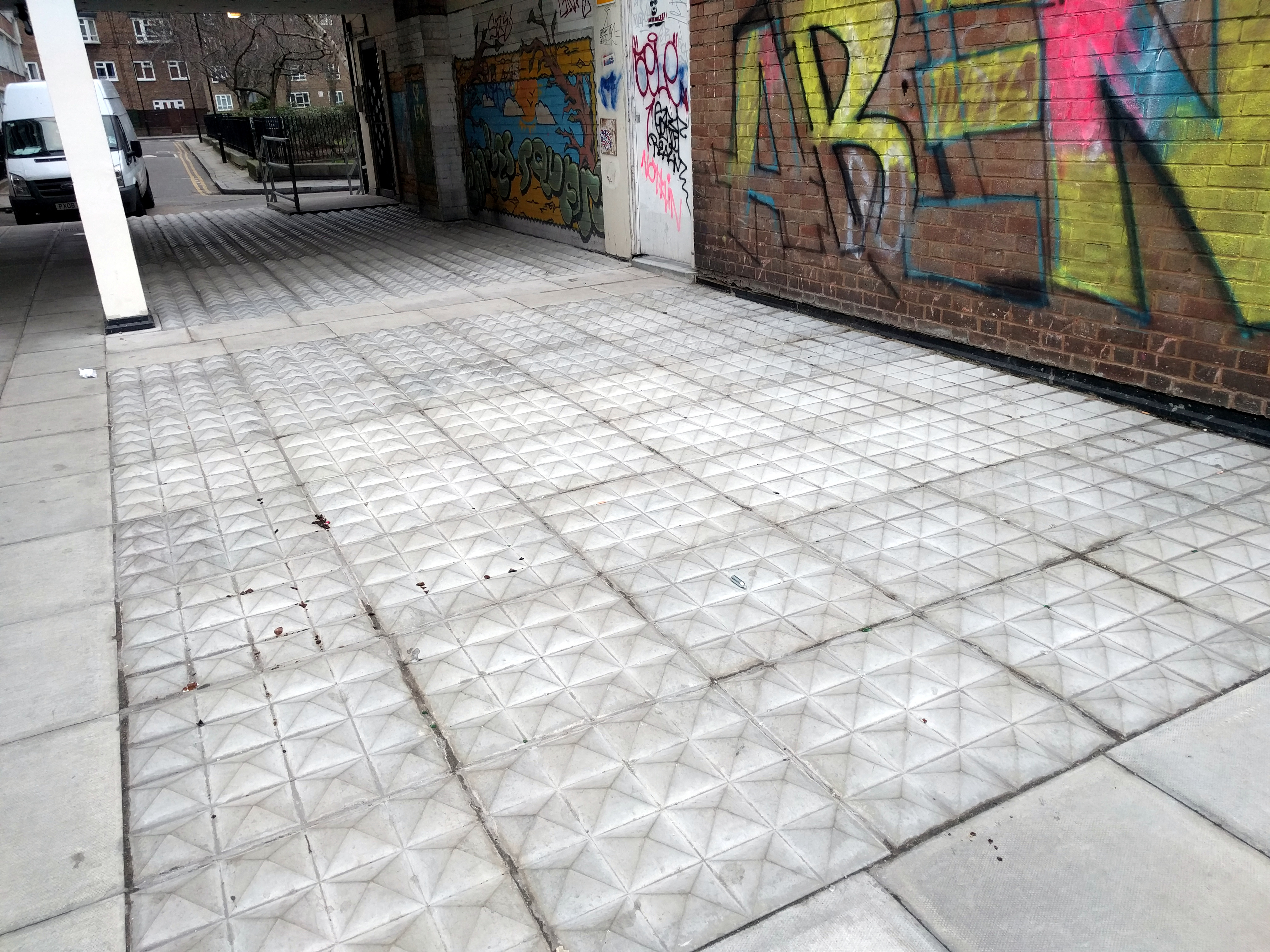
Een onregelmatige vloer die ervoor moet zorgen dat mensen op deze plaats niet zitten, staan of overnachten

Enkele voorbeelden van vijandige architectuur zijn:
- Banken met extra armleuningen waardoor er niet op geslapen kan worden
- Banken zonder rugleuning of met een smal, bollend of hellend zitvlak waardoor deze niet comfortabel zijn om langere tijd op te zitten
- Oneven stoepen waar mensen niet op kunnen zitten, staan of slapen
- Metalen punten op stoepen, in vensterbanken, op muurtjes of railingen
- Strategisch geplaatste plantenbakken om onder andere skateboarders en fietsers te hinderen
- Grote keien in parken en onder bruggen die het opzetten van een tent verhinderen
- Sproeisystemen om ongewenste personen weg te jagen
- Geluidssystemen om ongewenste personen weg te jagen
- Hekwerken die de toegang tot portieken verhinderen
- Gated communities

### Camden bench

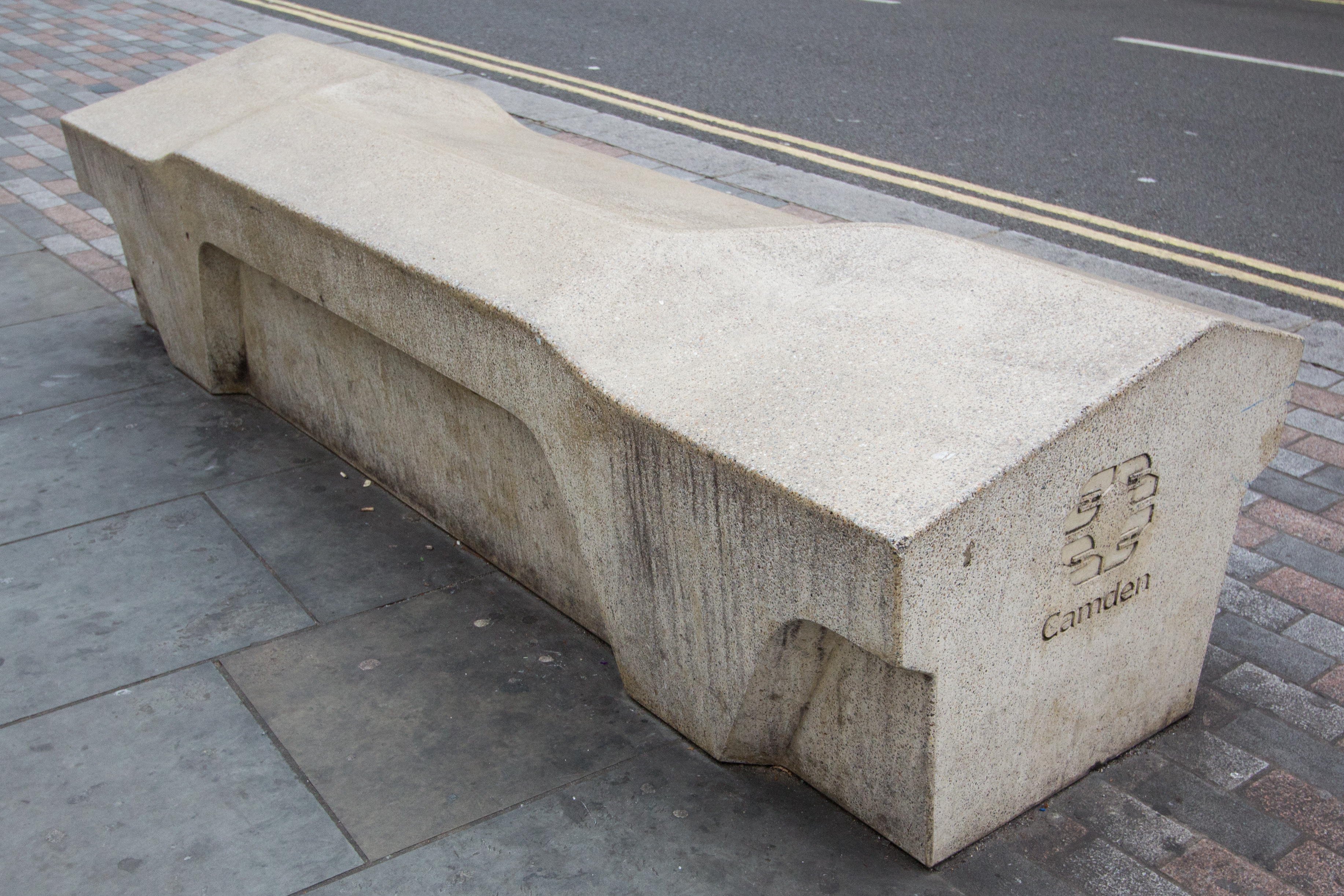
De 'Camden Bench'

In 2012 werd de Camden Bench ontworpen, vernoemd naar het bestuurlijke gebied Camden in Londen. Deze bank werd ontworpen om anti-sociaal gedrag zoals slapen, skateboarden, drugsdealen, zwerfafval en graffitivandalisme te verhinderen. Door het oneven oppervlak blijft er geen regenwater op staan en is het onmogelijk om op deze bank te slapen. Tevens wordt hierdoor het achterlaten van afval bemoeilijkt. De inhammen zorgen ervoor dat de mensen die op de bank plaatsnemen hun tas achter hun benen kunnen plaatsen. Doordat er geen spleten in de bank zitten, wordt het dealen van drugs bemoeilijkt en zijn er geen plekken om wapens te verstoppen. De bank is bedekt in een graffiti-werende coating. Dit zorgt ervoor dat er minder schoonmaak- en onderhoudswerk noodzakelijk is.
Volgens onderzoeker Tom Coggins wordt de Camden bench door velen gezien als een "symbool van sociale problemen in Camden en het systematische falen van de lokale overheid om voor voldoende welzijn te zorgen." Volgens Coggins zijn andere vormen van vijandige architectuur vaak subtieler en is de Camden bench "ontwikkeld, gebouwd en opgesteld in het volle zicht" waardoor het mensen herinnert aan de aanhoudende nalatigheid van de overheid.
De Camden bench is omschreven als een "meesterwerk van onaangenaam ontwerp" en een "perfect anti-object". De reactie van de ontwerper van de Camden bench, Factory Furniture, was daarop: “Dakloosheid mag in geen enkele samenleving worden getolereerd en als we voor dakloosheid gaan accommoderen in de ontwerpen, hebben we als samenleving totaal gefaald. De nabijheid van dakloosheid maakt ons helaas ongemakkelijk, dus misschien is het goed dat we dat voelen en dakloosheid als een probleem erkennen in plaats van er een ontwerp voor te maken.”

## Effect

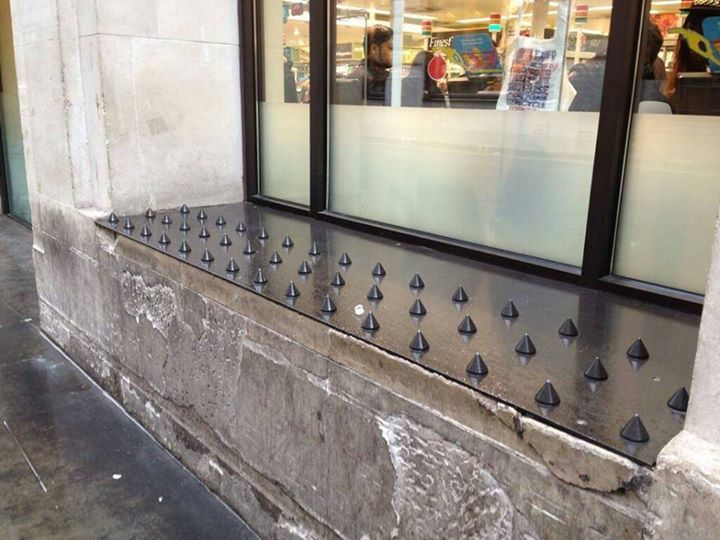
Metalen punten die het zitten in de vensterbank ontmoedigen

Volgens Jon Ritter, architectuurhistoricus en universitair hoofddocent aan de New York University, is wat wordt gezien als vijandige architectuur niet altijd negatief bedoeld. Wat door sommigen als vijandig wordt ervaren, biedt een ander het gevoel van bescherming, aldus Ritter. Zo gaf een vastgoedbeheerder in New York aan een hek om een openbaar park geplaatst te hebben om te zorgen dat spelende kinderen niet de straat op zouden lopen.

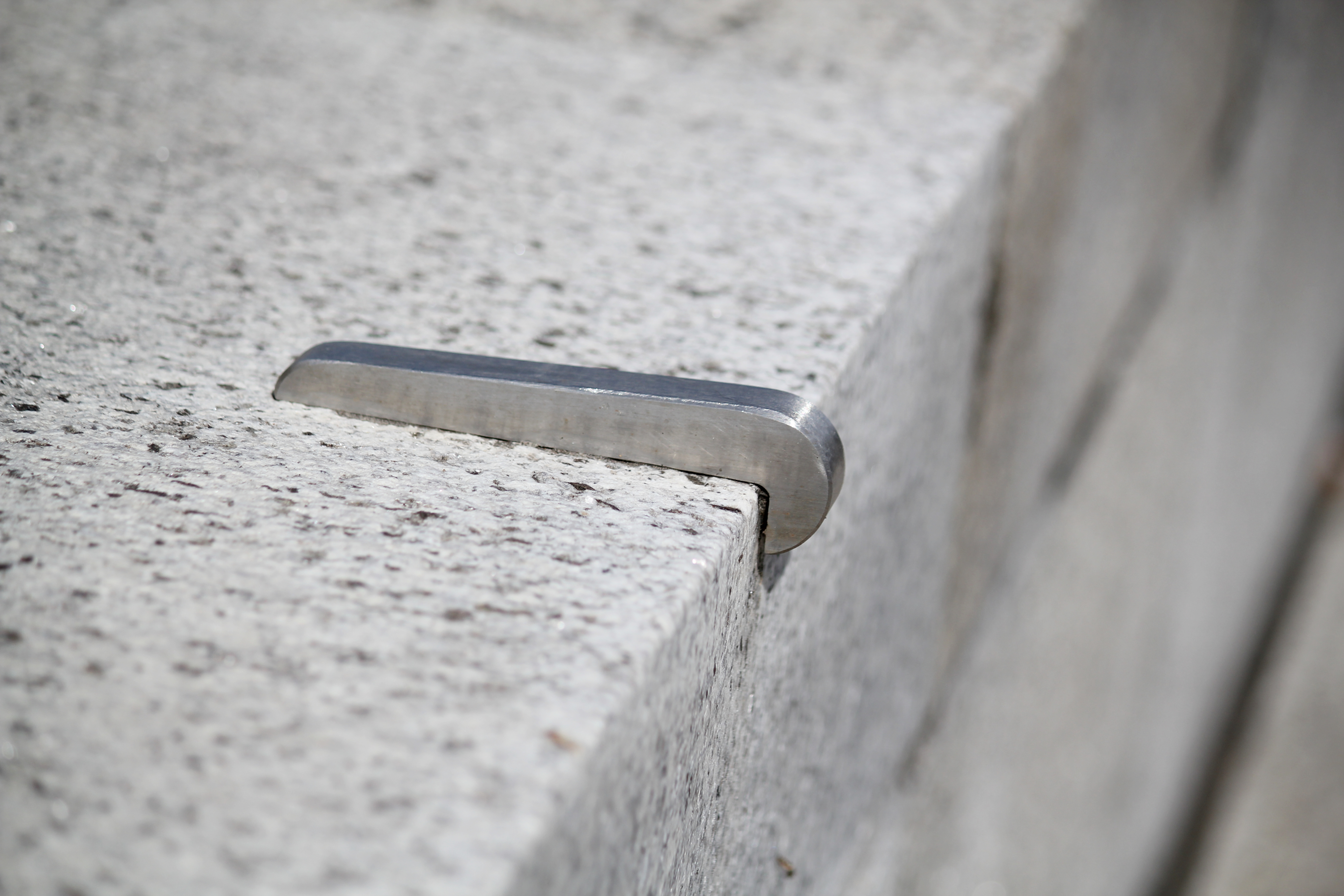
Skatestopper: metalen strip tegen skateboarders

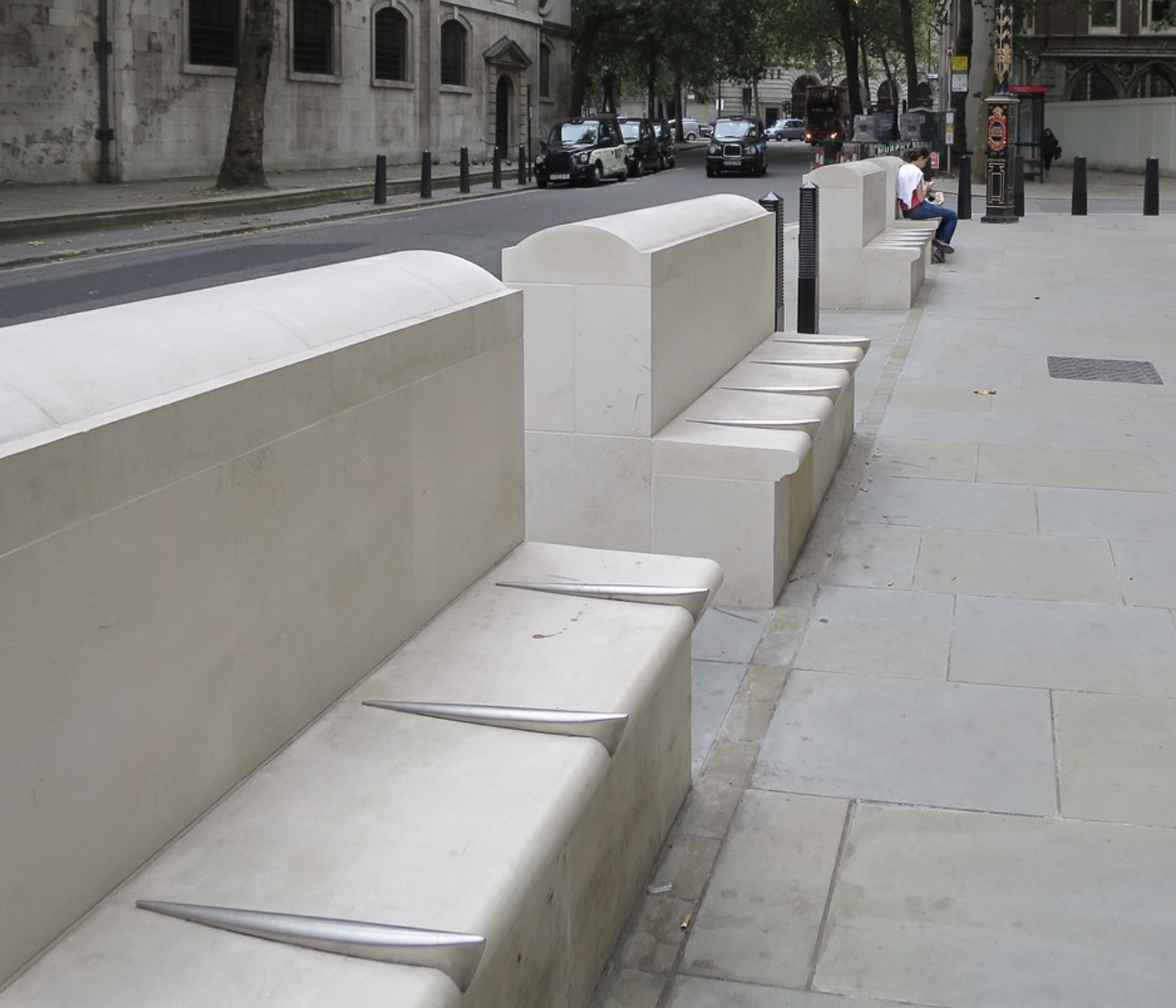
Banken met strips

Rowland Atkinson, de voorzitter van de 'inclusive societies' van de Universisteit van Sheffield deed onderzoek naar het effect van vijandige architectuur op kwetsbare groepen. In sommige gevallen hebben de aanpassingen een positief effect. Door het aanbrengen van armleuningen of strips (skatestoppers) op bankjes worden individuele zitplaatsen gecreëerd en weerhoudt het skaters ervan de banken te gebruiken om te grinden (glijden op een rand of buis). Tegelijkertijd wordt door het plaatsen van een armleuning of strip een mogelijke slaapplek voor een dakloze weggenomen. Atkinson stelt dat fabrikanten van straatmeubilair deze banken niet opzettelijk ontworpen hebben om op die manier daklozen te weren, maar dat dit wel een gevolg is. Volgens Atkinson heeft de drang naar het veiliger maken van de openbare ruimte er juist voor gezorgd dat deze anti-socialer is geworden.
Volgens Selena Savic, die onderzoek deed naar de manieren waarop steden zijn vormgegeven, worden de ontwerpen als prettig ervaren door sommige gebruikers, maar door anderen niet. Zo worden bepaalde openbare ruimtes door families als comfortabel gezien, maar door gemarginaliseerde groepen zoals jongeren en daklozen niet. Volgens Savic is vijandige architectuur een voorbeeld van onverzoenlijkheid. Met een politieagent die iemand verbiedt ergens te zitten kan nog gediscussieerd worden, met vijandige architectuur kan dat niet, aldus Savic. Auteur Anna Minton vult hierop aan dat vijandige architectuur op die manier de plaats inneemt van autoriteitsfiguren zoals parkopzichters die grotendeels verdwenen zijn.
Ocean Howell, architectuurhistoricus aan de Universiteit van Oregon, stelt dat voorbeelden van vijandige architectuur niet altijd opvallend zijn, totdat iemand onderdeel is van de groep waarvoor deze ontworpen zijn. Volgens Howell is de boodschap duidelijk: "jij bent hier niet welkom". Het psychologische effect hiervan is verwoestend, aldus Howell. Daarnaast is vijandige architectuur volgens Howell geen fenomeen dat per ongeluk ontstaan is, maar een denkproces: "Het is een soort onvriendelijkheid die wordt overwogen, ontworpen, goedgekeurd, gefinancierd en gerealiseerd met het expliciete motief om uit te sluiten en te hinderen."
Architectuurhistoricus Iain Borden zegt dat het aanwezig zijn in de openbare ruimte vaak alleen wordt gedoogd als dit samengaat met consumeren. Zo is het geaccepteerd je in de openbare ruimte te bevinden voor het nuttigen van koffie, maar niet voor straatmuzikanten, demonstranten of skateboarders, aldus Borden.
Volgens dr. Ainslie Murray, hoofddocent Architectuur bij UNSW Built Environment, heeft het plaatsen van aangepast straatmeubilair effect op alle gebruikers van de openbare ruimte. Volgens Murray wordt het comfort van de meerderheid van het publiek ontnomen vanwege zorgen over gedrag dat zou kunnen gebeuren, of dat in bepaalde situaties als niet ideaal wordt beschouwd. Zo zorgt het plaatsen van een extra armleuning op een bank er niet alleen voor dat deze bank niet gebruikt kan worden om op te slapen, maar heeft het ook een effect op het gebruik van de bank door ouderen, zwangere vrouwen en mensen met een beperking. Murray is van mening dat de verantwoordelijkheid wat betreft de totstandkoming van vijandige architectuur bij de lokale overheden ligt. Volgens Murray werken zij te weinig samen met ontwerpers van openbare ruimtes en wordt vijandige architectuur gezien als "misdaadpreventie door middel van omgevingsontwerp". Daarnaast leidt het volgens Murray af van het nemen van verantwoordelijkheid in het zoeken naar een structurele oplossing voor dakloosheid.

## Reacties

### Vijandige architectuur in kaart gebracht
De Canadese onderzoekster Cara Chellew stelt dat de maatregelen vooral effect hebben op jongeren en daklozen, aangezien zij de openbare ruimte het meest benutten. Chellew startte om die reden een initiatief dat alle vormen van 'defensive design' in Toronto in kaart brengt. Binnen een week had een groep vrijwilligers meer dan honderd voorbeelden van 'defensive design' in kaart gebracht, aldus Chellew. De voorbeelden varieerden van zitmeubilair met oncomfortabele rugleuningen en meerdere armleuningen om slapen onmogelijk te maken tot metalen punten op randen van fonteinen en plantenbakken om zitten te ontmoedigen. Chellew omschrijft 'defensive design' om die reden als 'visueel geweld'. Volgens Chellew zijn de maatregelen geldverspilling en staan ze haaks op het idee dat de publieke ruimte uitnodigend moet zijn. Chellew zegt dat elementen die onaangenaam overkomen op de doelgroep ook zo overkomen op het grote publiek.
In Frankrijk werd in december 2017 een initiatief gestart om vijandige architectuur in kaart te brengen. De leden van de Fondation Abbé Pierre zeggen niet alleen in Frankrijk maar in heel Europa een stijging te zien van vijandige architectuur. De groep zegt enigszins begrip te hebben voor private winkeleigenaren die overlast ervaren van daklozen, omdat het een negatief effect kan hebben op het imago van de winkel. Tegelijkertijd zijn zij van mening dat het geen oplossing is voor het daklozenprobleem en het installeren van bijvoorbeeld metalen pinnen het probleem enkel verschuift. In Frankrijk ontstond veel commotie nadat bekend werd dat een parkeergarage automatische sprinklers had geïnstalleerd om te voorkomen dat de toiletten gebruikt zouden worden door daklozen. De beheerder van de parkeergarage gaf aan dat eerder genomen maatregelen geen effect hadden gehad.

### Protest

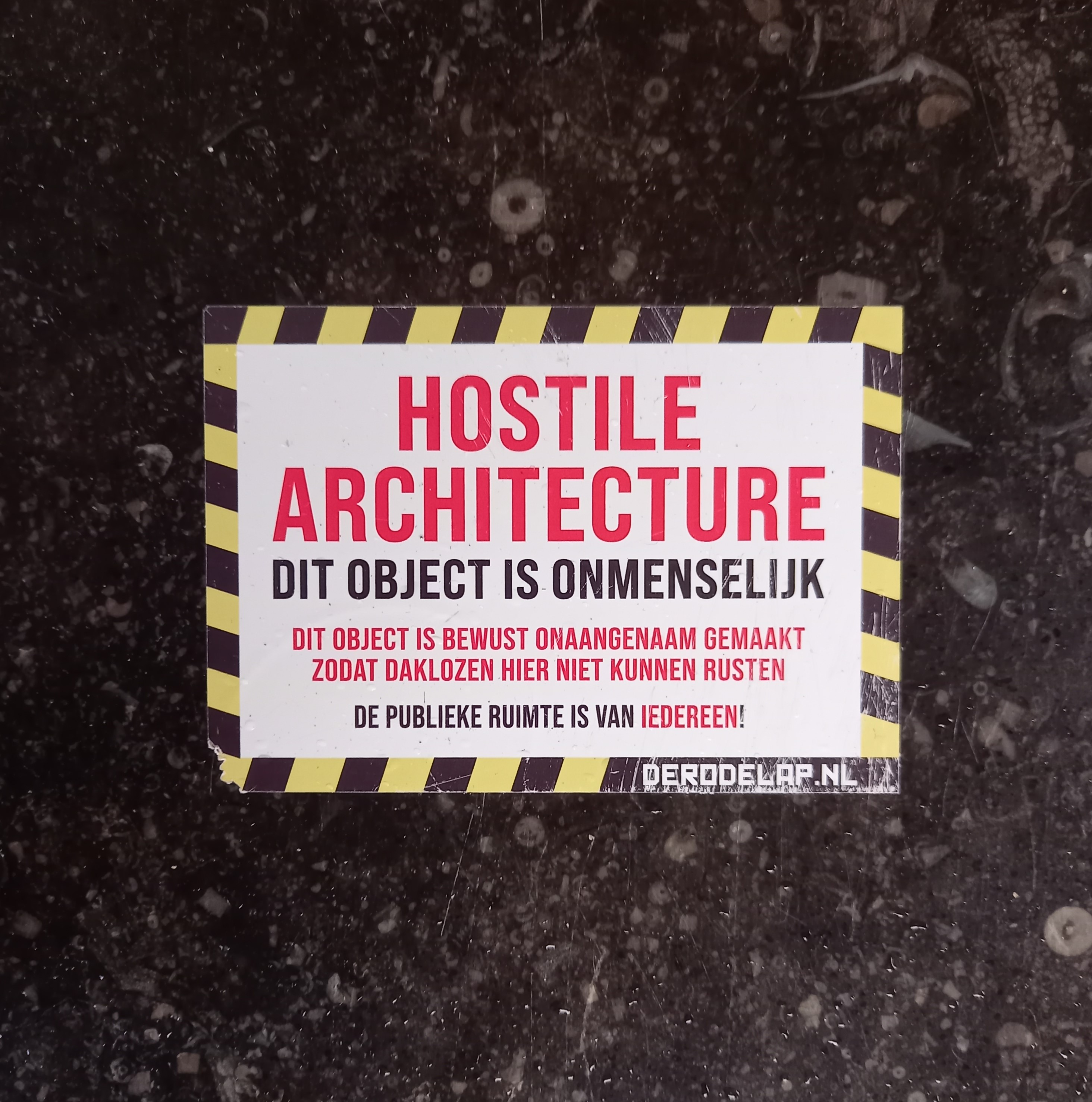
Sticker tegen vijandige architectuur

In 2014 ging een foto van metalen punten, ook wel 'anti-homeless spikes' genoemd, die bij de ingang van een appartementencomplex in Londen waren geplaatst viraal en zorgde voor veel commotie. De metalen punten werden vergeleken met pinnen die gebruikt worden om duiven weg te houden. Volgens de beheerder van het gebouw waren de punten geplaatst om te voorkomen dat daklozen op die plek zouden overnachten. De toenmalige burgemeester van Londen, Boris Johnson, noemde de punten "lelijk, doelloos en dom". Kort daarna werden metalen punten die geplaatst waren bij een Tesco supermarkt overgoten met beton door een groep activisten. De groep, genaamd de London Black Revs, gaf aan dat bedrijven die van plan waren 'anti-homeless spikes' te plaatsen het geld beter konden doneren aan organisaties die daklozen opvangen. De supermarktketen gaf aan dat zij deze metalen punten had geplaatst om anti-sociaal gedrag te weren. Er werd een petitie gestart die werd ondertekend door ruim 130.000 mensen. Kort daarna werden de metalen punten bij het appartementencomplex en de supermarkt verwijderd.
In Nederland verwijdert de club ‘de Vriendelijke Bankjes Bond’ leuningen die midden op banken geplaatst zijn. Daarbij plakken ze vervolgens een sticker met de tekst ‘Rot op met die leuning, kom met echte ondersteuning!’. In Rotterdam worden op plaatsen waar vijandige architectuur voorkomt stickers geplaatst met teksten als ‘Onze gemeente financiert vijandig design om bepaalde mensen van onze straten te weren.’ en ‘Dit object is onmenselijk’.
In België kwam de NMBS in 2022 onder vuur te liggen nadat zij de houten banken van station Brussel-Noord hadden vervangen door metalen banken met armleuningen. Volgens velen zijn de nieuwe banken een voorbeeld van vijandige architectuur. De NMBS gaf aan de banken te hebben vervangen "in functie van de veiligheid en het comfort van de reizigers". In november van dat jaar vond een processie plaats om afscheid te nemen van de houten banken.

### Kunst
In 2005 ontwierp kunstenares Sarah Ross een aantal speciale pakken waardoor het slapen of zitten op aangepast straatmeubilair mogelijk wordt. Volgens Ross stellen de pakken de drager in staat om "in of op structuren te passen die zijn ontworpen om ze te ontkennen."
De Duitse kunstenaar Fabian Brunsing ontwierp een kunstwerk genaamd de "pay-bench" als parodie op vijandige architectuur. De metalen punten op het zitvlak van de bank worden voor een bepaalde tijd ingetrokken na inworp van een muntstuk. De Chinese overheid nam het kunstwerk echter serieus en installeerde enkele vergelijkbare banken in Yantai Park in de provincie Shangdong.
In 2015 plaatste het kunstenaarscollectief Space, Not Spikes bedden en boekenkasten op de plekken waar metalen punten waren geïnstalleerd. De metalen punten waren geplaatst bij diverse kantoorgebouwen om daklozen te weren. Volgens een van de initiatiefneemsters worden daklozen op deze manier enkel gedwongen andere plekken te zoeken om te slapen en lost het installeren van metalen punten niks op. In 2017 werd een vergelijkbare actie ondernomen: metalen punten die waren geplaatst bij een gezondheidscentrum werden door een moeder met een groepje kinderen bedekt met kussens. Daarnaast liet zij er diverse snacks achter zodat de plek opnieuw uitnodigend werd. De foto die zij hiervan maakte ging viraal op Twitter en zorgde voor veel commotie. De punten werden uiteindelijk verwijderd.

### Verwijderen van vijandige architectuur
In 2015 werden de metalen barrières rond het graf van de onbekende soldaat in Athene verwijderd. In 2011 werden tijdelijke barrières geplaatst om het Griekse parlement te beschermen tegen demonstraties en in 2013 werden deze vervangen door permanente barrières. Het weghalen van de barrières was een symbolische manier om te tonen dat het parlement onderdeel was van de bevolking en er niet los van stond.

## Galerij

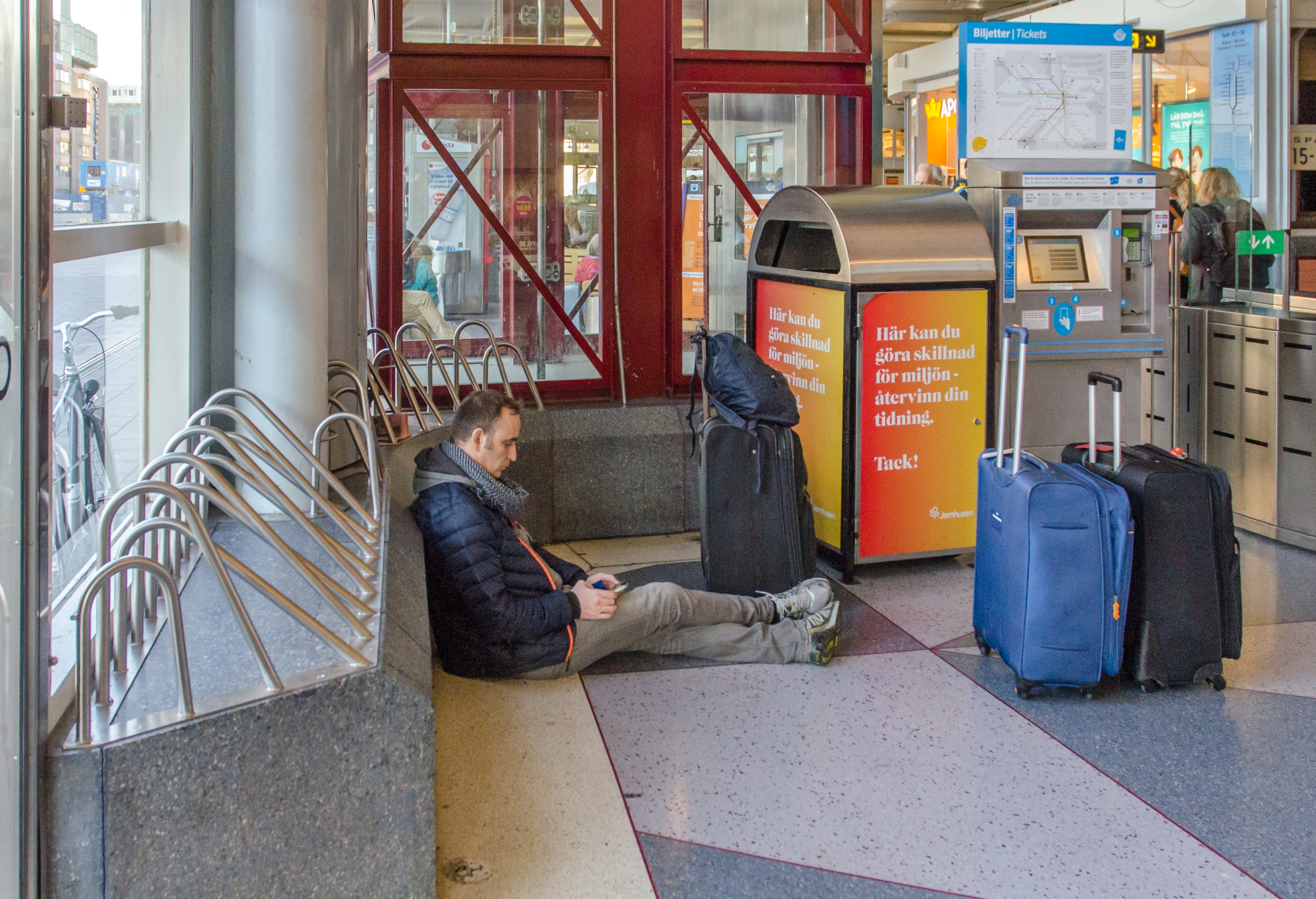
Metalen buizen die verhinderen dat de vensterbank als zitplaats wordt gebruikt
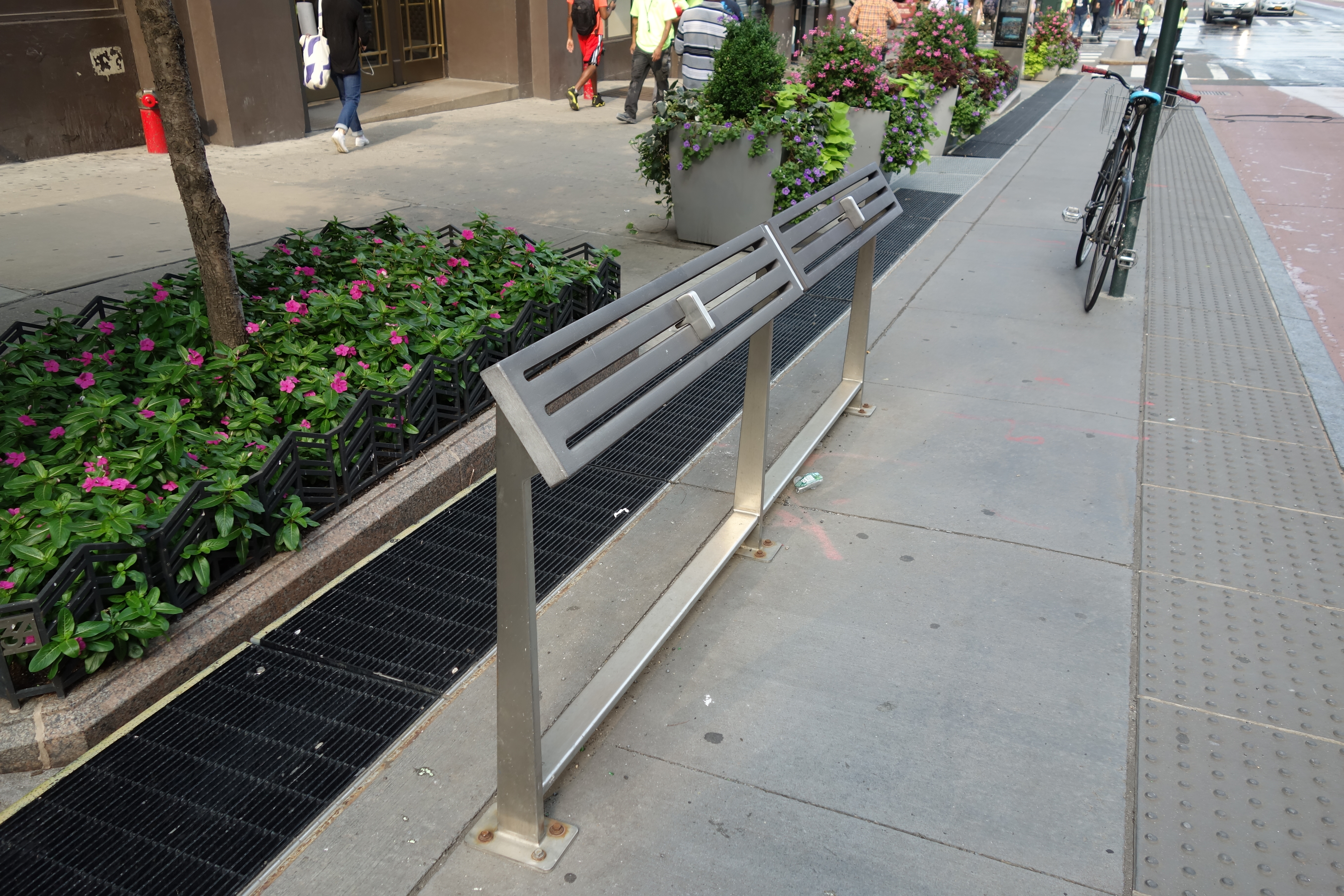
Bank met een hellend zitvlak
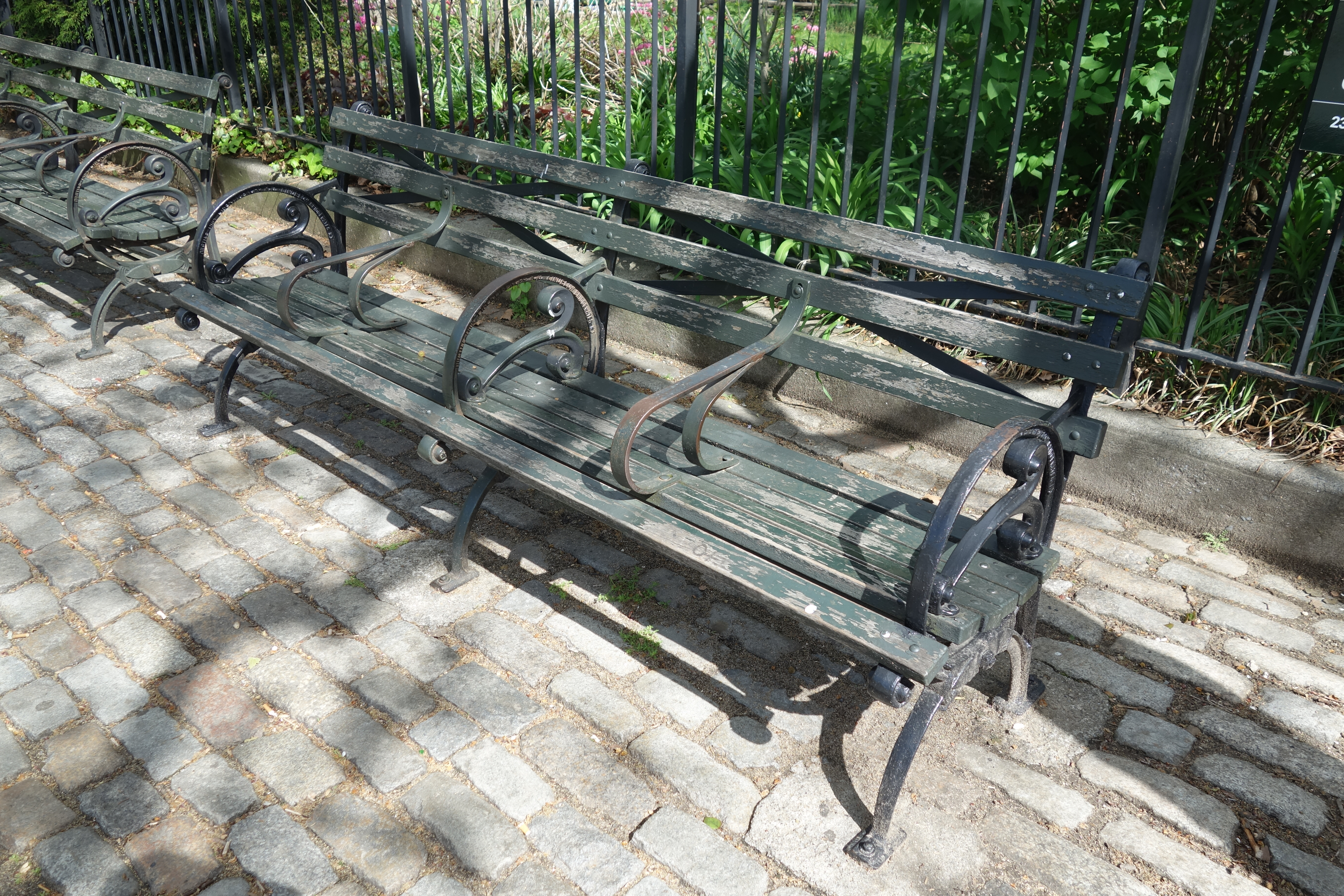
Bank met extra armleuningen
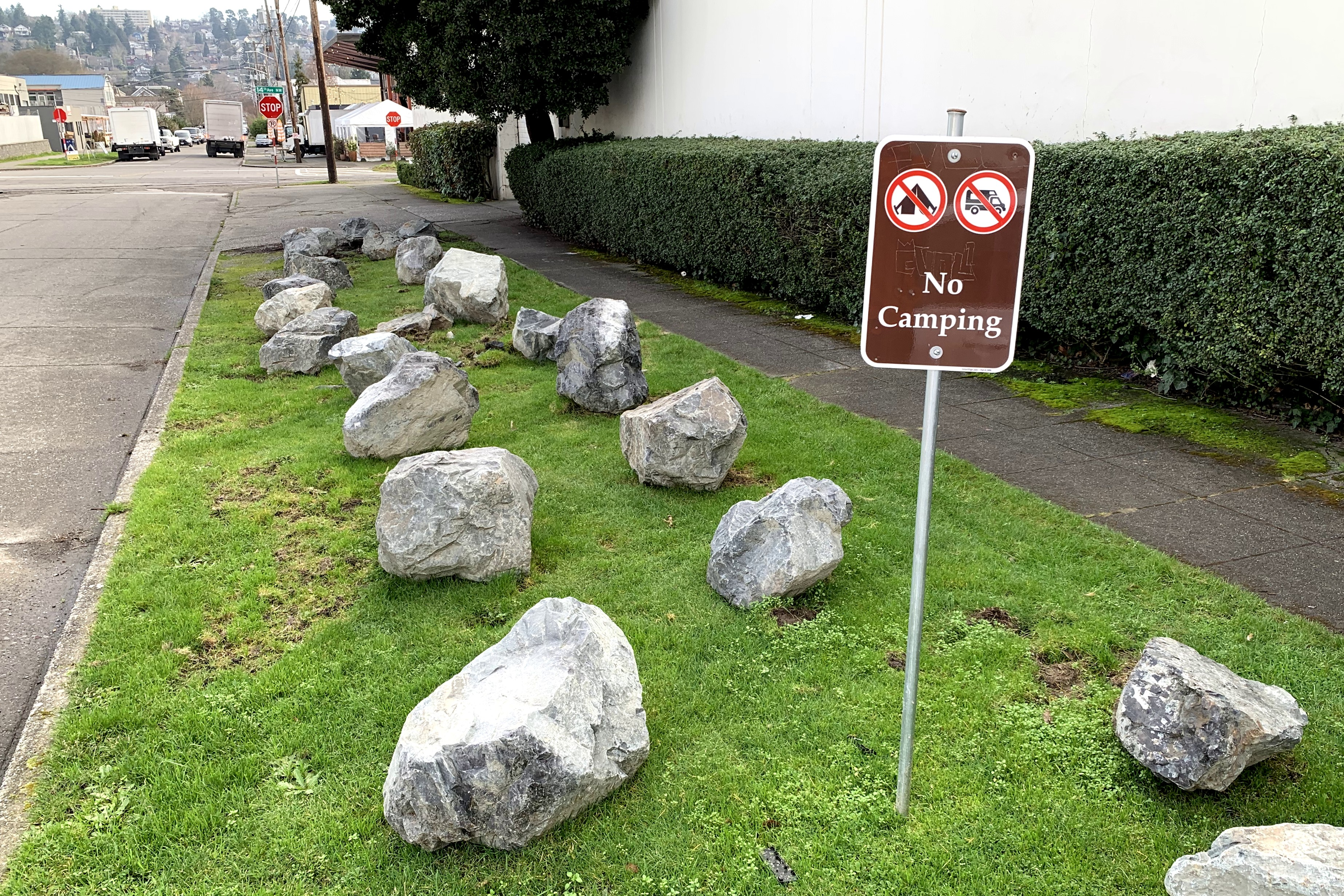
Keien die het opzetten van tenten moeten verhinderen